# Samuel Dantas
Samuel Dantas,  (Assaí, 23 de outubro de 1992) é um empresário e político brasileiro filiado ao Solidariedade.

## Biografia
Samuel Dantas é Empresário, formado em finanças, nascido em Assai-PR, serviu o Exército Brasileiro em 2011, pelo excelente serviço prestado a nação foi agraciado com honra ao mérito.
Ingressou em 2013 no curso de formação da Polícia Militar do Estado do Paraná, trabalhando rigorosamente em defesa da população e no combate ao crime organizado, pertenceu ao 13°batalhão (PMPR), foi convidado a integrar o Batalhão de Operações especiais (BOPE), concluindo o treinamento/estágio de aperfeiçoamento de 6 meses, trabalhando na Companhia de Choque do BOPE.
Como cidadão e pai de família sempre defendeu a população de bem, causas sociais e defesa dos animais, mantendo seus princípios baseados na honestidade e moralidade durante o seu mandato.
Nas eleições estaduais de 2022, foi eleito deputado estadual pelo PROS com 29.322 votos.